# Jules Allix
Pour les articles homonymes, voir Allix.
Jules Allix, né le 9 septembre 1818 à Fontenay-le-Comte et mort le 1er septembre 1903 à Paris, est une personnalité politique française. Fervent républicain, socialiste militant et féministe convaincu, il a été membre du Conseil de la Commune et maire du 8e arrondissement de Paris pendant la Commune de Paris en 1871.

## Biographie
Né le 9 septembre 1818 à Fontenay-le-Comte, fils d'un marchand-quincaillier, licencié en droit, Jules Allix se fait remarquer pour la première fois sur la scène politique en présentant sa candidature à l'élection législative de 1848, en Vendée, comme républicain catholique,.
Participant aux Journées de Juin 1848, il est arrêté le 19 juin 1849 en raison de son implication dans « l'affaire du Conservatoire des Arts et Métiers », une tentative de constitution d'un gouvernement révolutionnaire. En 1853, arrêté pour avoir pris part au « complot de l'Hippodrome et de l'Opéra-Comique », visant à assassiner l'empereur Napoléon III, il est condamné à huit ans de bannissement.
Il part alors à Jersey, où se trouvent déjà plusieurs exilés du Second Empire, accompagné par sa sœur Augustine et son frère Émile, futur médecin et ami de Victor Hugo. Pendant cette période, il fait partie de l'entourage de Victor Hugo et prend part aux séances des « tables parlantes » organisées à Marine Terrace. Il aurait été amoureux d'Adèle Hugo, fille de Victor Hugo, ce qui aurait indisposé Madame Hugo en raison de son esprit fantasque.
Il s'installe ensuite à Bruxelles, où il publie un traité sur la santé. Bénéficiant d'une amnistie, il revient à Paris vers 1860,. Lors des élections législatives françaises de 1869, il présente sa candidature dans la circonscription de Belleville à Paris,. La même année, il fait partie des membres fondateurs de la « Ligue internationale et permanente de la paix ».
Pendant la guerre franco-prussienne de 1870, il participe au Siège de Paris dans un bataillon d'artillerie. À la suite de sa participation au soulèvement du 22 janvier 1871, il est arrêté et enfermé à la prison de Mazas. Il en est libéré le 18 mars 1871, premier jour de la Commune de Paris,. Le 20 mars 1871, il chasse le maire du 8e arrondissement, qui refusait de procéder aux élections au Comité central, et prend sa place. Lors des élections municipales du 26 mars 1871, il est officiellement élu membre du Conseil de la Commune et maire du 8e arrondissement. À la suite de désaccords avec le Comité de salut public, il est arrêté sur ordre de celui-ci le 9 mai 1871. Libéré le 11 mai, il entre le jour même dans la mairie en brisant les scellés apposés par un commissaire du Comité de Salut public. À la suite de ce geste, il est de nouveau arrêté puis écarté du Conseil de la Commune. Après la reprise de la ville par les Forces versaillaises lors de la « Semaine sanglante », à la fin du mois de mai 1871, il est arrêté et envoyé dans une maison de santé. Il est condamné le 17 juillet 1872, par contumace, à la déportation dans une enceinte fortifiée, en raison de sa participation à la Commune.
Amnistié en 1879, il se consacre dans les années suivantes à plusieurs projets scientifiques et techniques, comme le mouvement perpétuel et l'aménagement de canaux de navigation. Il reprend aussi ses activités politiques, s'engageant activement en faveur des droits des femmes. En 1881, il crée la « Fédération des cercles républicains des départements », réseau destiné à diffuser les idées républicaines dans le pays et à soutenir des candidats favorables à la « République démocratique et sociale » aux élections législatives de 1881,. Il fonde également la « Ligue de la protection de la femme », dont il est le vice-président. En 1885, il préside la « Fédération républicaine socialiste », qui présente une liste de femmes candidates aux élections législatives de 1885. En 1887, il adhère à la « Société pour l'amélioration du sort de la femme et la revendication de ses droits », et en devient le secrétaire en 1892, fonction qu'il occupe jusqu’à sa mort, survenue le 1er septembre 1903 à son domicile parisien,.

## Inventions et projets
S'intéressant à des champs aussi divers que l'astronomie, la médecine, la philosophie, l'éducation et l'enseignement, la communication sans fil et la navigation fluviale, Jules Allix est l'auteur de plusieurs découvertes, théories et inventions, généralement restées à l'état de projet.
En 1850, il présente le principe de la « boussole pasilalinique sympathique », dont il n'est cependant pas l'inventeur, devant permettre de communiquer à distance au moyen d'escargots.
En 1854, il met au point une méthode d'apprentissage de la lecture en quinze leçons d'une heure.

En 1870, durant le siège de Paris, il présente le « doigt prussique », un mécanisme utilisant de l'acide prussique, devant permettre aux femmes de se protéger des attaques ennemies.

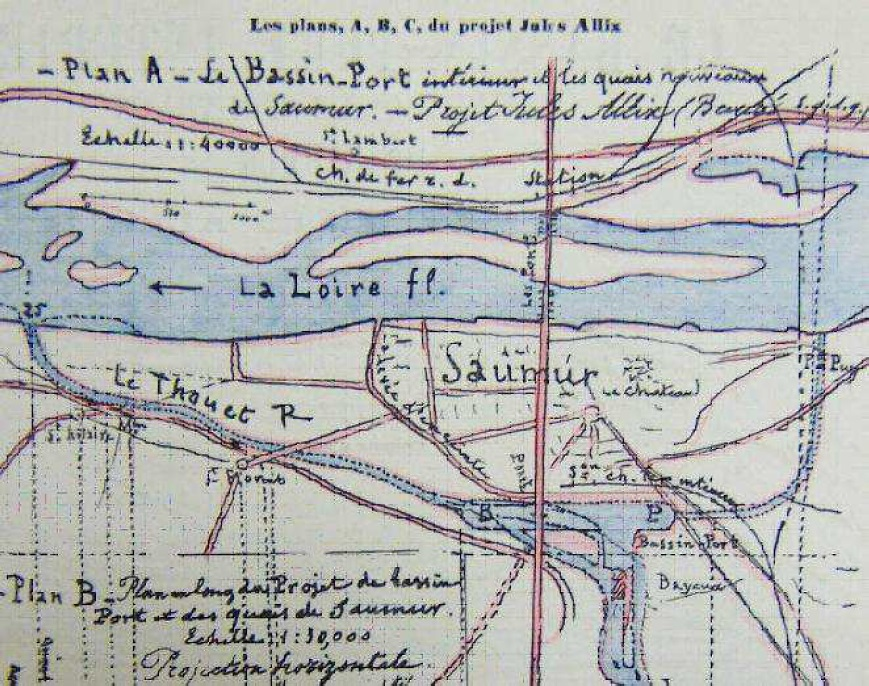
Projet d'aménagement à Saumur d'un port fluvial sur le Thouet relié à la Loire par un tunnel navigable (1895).

En 1880, il dépose le brevet d'un « moteur hydraulique perpétuel » pouvant être utilisé pour les chemins de fer et la navigation, fonctionnant grâce au mouvement perpétuel en utilisant la pression atmosphérique du mercure,,.
En 1880 également, il expose un plan financier par lequel l'État pourrait rembourser la dette publique et améliorer la situation financière des communes.
Entre 1890 et 1895, s'intéressant aux aménagements portuaires et à la navigation fluviale, il imagine le projet « Paris port de mer » qui prévoit la canalisation de la Seine de Paris à Rouen, puis la construction du « Canal de France », reliant l'océan Atlantique à la mer Méditerranée, et enfin l'aménagement d'un port fluvial à Saumur sur le Thouet, relié à la Loire par un tunnel navigable.
Dans ses dernières années, il cherche la possibilité de pourvoir l'homme d'ailes lui permettant de voler, une intuition qui deviendra une réalité peu après son décès, avec le premier essai réussi de vol.

## Engagement féministe
Attentif au sort des femmes, Jules Allix a créé, présidé ou adhéré à de nombreux comités et initiatives pour défendre leurs droits. Pendant le Siège de Paris en 1870, avant son enfermement à la prison de Mazas, il organise une réunion de femmes pour présenter le « doigt prussique », une invention devant permettre aux femmes de se défendre contre d'éventuelles attaques ennemies, et fonde un « Comité des femmes » situé rue d'Arras, en vue de créer des ateliers communaux bénéficiant aux parisiennes.

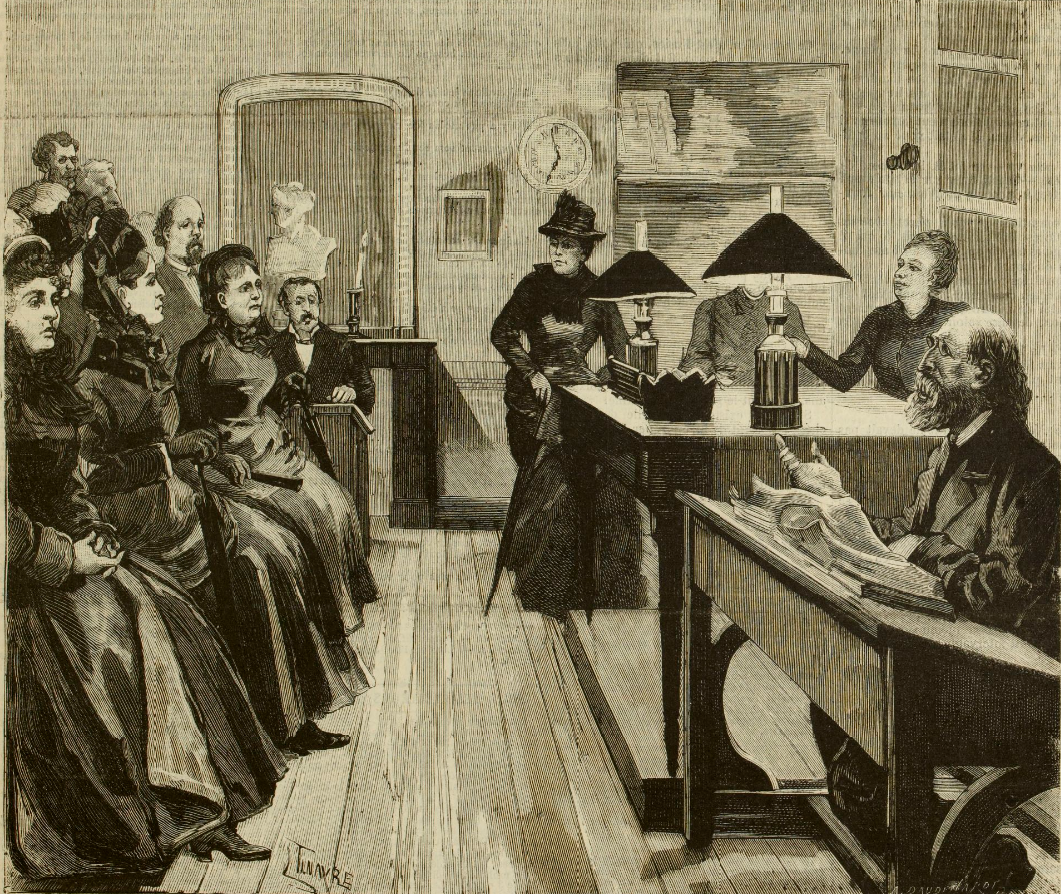
Réunion du comité des femmes candidates à la députation en septembre 1885 à Paris, sous la vice-présidence de Jules Allix.

Après son amnistie en 1879 et jusqu'à sa mort, Jules Allix poursuit son engagement en faveur des droits des femmes. En 1880, il fonde le « Cercle social des femmes »,, participant au Congrès international de la Libre-Pensée en 1881. Il fonde quelques années plus tard la « Ligue de la protection de la femme », dont il est le vice-président, et soutient la présentation de candidates aux élections législatives de 1885. Membre de la « Société pour l'amélioration du sort de la femme et la revendication de ses droits » à partir de 1887, il intervient au Congrès français et international du droit des femmes de 1889. Estimant que les avancées proposées au Congrès en faveur des femmes sont insuffisantes, il déclare :

« La Femme est partie intégrante de l'Humanité elle-même. Si elle n'a pas de droits, quels sont ceux que l'Homme peut avoir ? Si la Femme n'a que des devoirs, où l'Homme a t-il pris le droit de les lui imposer ? (...) J'adjure donc le Congrès de reconnaitre et de revendiquer énergiquement les droits, tous les droits de la Femme, sans aucune réticence et sans ajournement. »

## Publications

### Manifestes politiques
- Aux électeurs de la Vendée, Fontenay-le-Comte, Imprimerie de Robuchon, 1848, 3 p. (lire en ligne)Manifeste politique pour les élections législatives de 1848.
- Aux électeurs de la 5ème Circonscription de Paris. Élections complémentaires de la Seine., Paris, Imprimerie de Morris, 1864, 32 p. (BNF 34060979).Manifeste politique adressé aux électeurs de la 5ème circonscription de Paris pour les élections municipales de 1865.
- Aux électeurs de la 4ème circonscription de Paris. Socialisme pratique. La Commune sociale, Paris, Arm. Lechevalier, 1869, 32 p. (BNF 31712912, lire en ligne sur Gallica).Manifeste politique adressé aux électeurs de la circonscription de Belleville pour les élections législatives de 1869.
- Comité électoral démocratique socialiste de 1869 : Préambule au Peuple, 1869, 2 p. (BNF 31712913, lire en ligne sur Gallica)
- Liberté, égalité, fraternité. République sociale. Au peuple. La Commune de Paris. Manifeste social pour la démocratie de Paris, Paris, Châtelain, 1871, 2 p. (BNF 36458007, lire en ligne sur Gallica).Manifeste politique en faveur de la Commune.
- La Fin prochaine et imminente de la religion catholique, apostolique et romaine, août 1896 (BNF 30012250, lire en ligne sur Gallica)Discours prononcé au comité de l'Union des républicains socialistes du IIe arrondissement de Paris.

### Éducation et enseignement
- Éducation nouvelle. École Allix. Lecture en 15 heures par Jules Allix. Cours des enfants, vol. 2 : Exercices pratiques, Bruxelles, A. Jamar, 1856, 128 p. (BNF 30012249)
- Écoles communales. Aux parents, aux amis de l'enseignement, aux enfants, Paris, Imprimerie Jouaust, 1871 (BNF 30012258, lire en ligne sur Gallica)
- 2e Conférence sur la réforme de l'enseignement, Paris, H. Delattre, coll. « Cercle social de l'enseignement et Ligue de la réforme de l'enseignement en France », 1883, 2e éd. (BNF 30012248)

### Sciences et techniques
- Communication universelle et instantanée de la pensée, à quelque distance que ce soit, à l'aide d'un appareil portatif appelé Boussole pasilalinique sympathique, Paris, Imprimerie de Serrière, 1850, 3 p..
- La Phalange nouvelle n°1 : Journal spirituel, amusant et savant, non politique, Paris, 3 mai 1863 (BNF 30012257)
- Jules Allix aux journalistes (au sujet de sa Comète), Paris, 1864 (BNF 30012252, lire en ligne sur Gallica)
- Ma comète : Lettre aux savants, Paris, 1867 (BNF 32810286, lire en ligne sur Gallica)
- Bulletin mensuel de la libre-pensée n°1. Revue scientifique et littéraire, Fédération française de la libre-pensée, juillet 1890 (BNF 32730214)
- Paris port de mer. Projet Jules Allix introduit dans l'enquête officielle de Paris port de mer. Canalisation de la Seine de Paris à Rouen. Notice, J. Allemane, 1890, 26 p. (BNF 30012254, lire en ligne sur Gallica)

### Santé et médecine
- Vale ! Valetudo est vita, virtus et aeternitas, Bruxelles, Méline, Cans & Cie, 1858, 294 p. (lire en ligne sur Gallica)
- Curation de l'aliénation mentale. Lettre au Sénat, Paris, J.-B. Baillière et fils, septembre 1867, 16 p. (BNF 30012247, lire en ligne sur Gallica)
- « Congrès général, national et international des études psychiques, de 1900 à Paris », L'Humanité Intégrale,‎ 1899, p. 36-38 (lire en ligne sur Gallica)

### Droits des femmes
- « Mémoire exposé pour la demande de reconnaissance d'utilité publique introduite par la Société pour l'amélioration du sort de la femme et la revendication de ses droits », Bulletin bimestriel de la Société pour l'amélioration du sort de la femme,‎ avril 1894 (lire en ligne sur Gallica)
- Homme et Esprit. Manifeste, juin 1896 (BNF 30012251)
- « Chronique féministe », Bulletin bimestriel de la Société pour l'amélioration du sort de la femme,‎ 23 janvier 1899 (lire en ligne sur Gallica)

### Notices biographiques
- Jules Clère, Les hommes de la Commune : Biographie complète de tous ses membres, Paris, Libraire-éditeur É. Dentu, 1871, 195 p. (lire en ligne sur Gallica), p. 15-17
- Paul Delion, Les membres de la Commune et du Comité central, Paris, A. Lemerre éditeur, août 1871, 446 p. (lire en ligne sur Gallica), p. 3-6
- Bernard Noël, Dictionnaire de la Commune, Coaraze, L'Amourier éditions, coll. « Bio », avril 2021 (1re éd. 1971), 799 p. (ISBN 978-2-36418-060-4, ISSN 2259-6976, présentation en ligne), p. 38-39
- « Notice « Allix Jules » », sur maitron.fr, Le Maitron, dictionnaire bibliographique du mouvement ouvrier et du mouvement social, Association Les Amis du Maitron (consulté le 26 juillet 2021)
- Eric Lebouteiller, « Jules Allix, un élu de la Commune partisan de l’égalité des sexes », La Commune, bulletin de l'association des Amies et Amis de la Commune, n° 93, 2023